# Liste der Baudenkmale in Greytown
Die Liste der Baudenkmale in Greytown umfasst alle vom New Zealand Historic Places Trust (NZHPT) als „Historic Place“ oder „Historic Area“ eingestuften Baudenkmale und Flächendenkmale der neuseeländischen Ortschaft Greytown. Die Angaben stammen aus dem Register des NZHPT. Die Bezeichnungen der Baudenkmale orientieren sich an diesem Register. In die Liste werden auch bekannte Wahi Tapu (Area), kulturell und religiös bedeutsame Stätten und Gebiete der Māori, aufgenommen. Sie werden jedoch meist nicht publiziert.

| Bild           | Bezeichnung                                    | Ort      | Anschrift                                                                                | Beschreibung                             | Bauzeit   | Eintrag       | Nummer | Kat. |
| -------------- | ---------------------------------------------- | -------- | ---------------------------------------------------------------------------------------- | ---------------------------------------- | --------- | ------------- | ------ | ---- |
| BW             | Bank of New Zealand                            | Greytown | 75 Main Street Karte                                                                     | Bankfiliale                              | n.a.      | 23. Juni 1983 | 1302   | 2    |
| BW             | Borough Council Building                       | Greytown | 110 Main Street Karte                                                                    | Verwaltungsgebäude des Borough           | n.a.      | 23. Juni 1983 | 1303   | 2    |
| BW             | Drummond's Cottage                             | Greytown | 157 West Street Karte                                                                    | Wohnhaus                                 | n.a.      | 23. Juni 1983 | 1305   | 2    |
| weitere Bilder | Miss Wyeth's House including fence             | Greytown | 12 Main Street Karte                                                                     | Wohnhaus und Zaun                        | n.a.      | 23. Juni 1983 | 1306   | 2    |
| weitere Bilder | House                                          | Greytown | 21 Main Street (State Highway 2) Karte                                                   | Haus                                     | n.a.      | 23. Juni 1983 | 2871   | 2    |
| BW             | Cobblestones Shearing Shed                     | Greytown | 175-177 Main Street Karte                                                                | Schafschur-Schuppen                      | n.a.      | 23. Juni 1983 | 2873   | 2    |
| BW             | Elmgrove Farm Complex                          | Greytown | 2470 Kemptons Line and Greytown Bidwells Cutting Road, Cross Line, State Highway 2 Karte | Farm                                     | n.a.      | 23. Juni 1983 | 2875   | 2    |
| weitere Bilder | Gallagher House                                | Greytown | 56-58 Main Street Karte                                                                  | Wohnhaus                                 | n.a.      | 23. Juni 1983 | 2876   | 2    |
| BW             | Permanent Investment Society Building (Former) | Greytown | 80 Main Street (State Highway 2) Karte                                                   | Bürogebäude einer Investmentgesellschaft | n.a.      | 23. Juni 1983 | 2877   | 2    |
| weitere Bilder | Cobblestones Museum Colonial Cottage           | Greytown | 175-177 Main Street, Cobblestones Museum Karte                                           | Wohnhaus, heute Museum                   | n.a.      | 23. Juni 1983 | 4001   | 2    |
| BW             | First Greytown Hospital building               | Greytown | 175-177 Main Street, Cobblestones Museum Karte                                           | Krankenhausgebäude                       | n.a.      | 23. Juni 1983 | 4002   | 2    |
| weitere Bilder | Cobblestones Museum Stables                    | Greytown | 175-177 Main Street, Cobblestones Museum Karte                                           | Stall                                    | n.a.      | 23. Juni 1983 | 4003   | 2    |
| weitere Bilder | Old Methodist Church (Former)                  | Greytown | 169-177 Main Street Karte                                                                | Kirche, ehemalige methodistische         | 1865      | 23. Juni 1983 | 4004   | 2    |
| weitere Bilder | Mangapakeha School                             | Greytown | 175-177 Main Street, Cobblestones Museum Karte                                           | Schule                                   | 1902, vor | 23. Juni 1983 | 5405   | 2    |